# سیارک ۳۹۸۵
سیارک ۳۹۸۵ (به انگلیسی: 3985 Raybatson، نامگذاری:1985CX) سه هزار و نهصد و هشتاد و پنجمین سیارک کشف شده‌است که در ۱۲ فوریه ۱۹۸۵ کشف شد.
قدر مطلق سیارک برابر ۱۱٫۳۰ است.